# استان پراویا
استان پراویا (به لاتین: Peravia Province) یک استان در جمهوری دومینیکن است.
مساحت این استان ۷۹۲٫۳۳ کیلومتر مربع و جمعیت آن در سال ۲۰۱۴ میلادی ۲۱۷٬۲۴۱ نفر می‌باشد.